# Кубок Уоррена
Кубок Уоррена — стародавній греко-римський срібний кубок, рельєфно прикрашений двома зображеннями гомосексуального характеру між чоловіками. Створений за часів династії Юліїв-Клавдіїв (І століття н.е.). Придбаний Британським музеєм за 1,8 мільйонів фунтів стерлінгів у 1999 році. На той час це була найдорожча покупка за весь час існування музею. 
Кубок названий на честь першого власника сучасності, американського колекціонера Едварда Перрі Уоррена, відомого своєю колекцією таких творів мистецтва як мармурова скульптура «Поцілунок» Огюста Родена, що знаходиться в національній галереї Тейт Модерн і диптих «Адам і Єва» Лукаса Кранаха Старшого, розташований в Інституті Курто.

## Художній образ

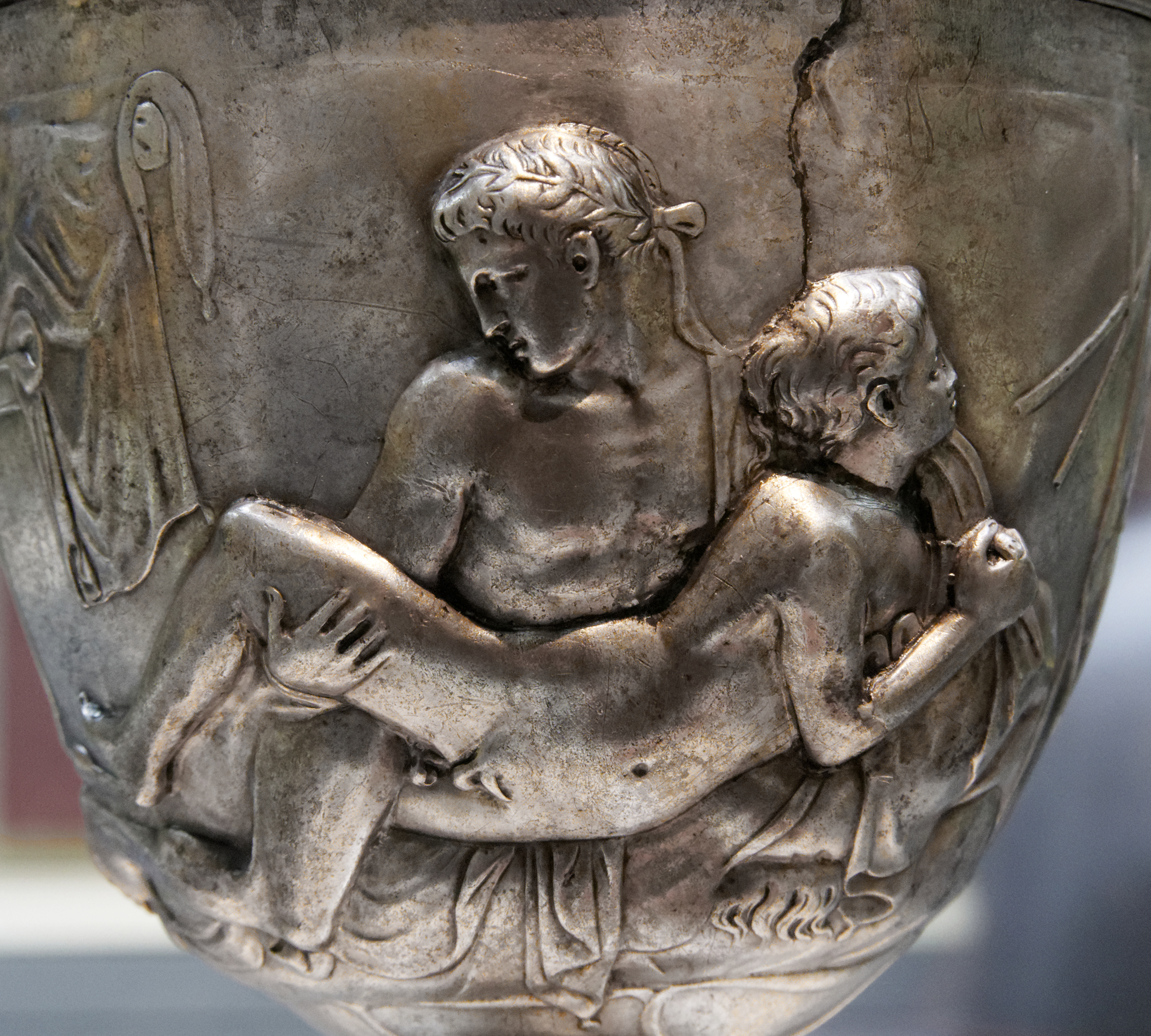
Кубок Уоррена, сторона 2

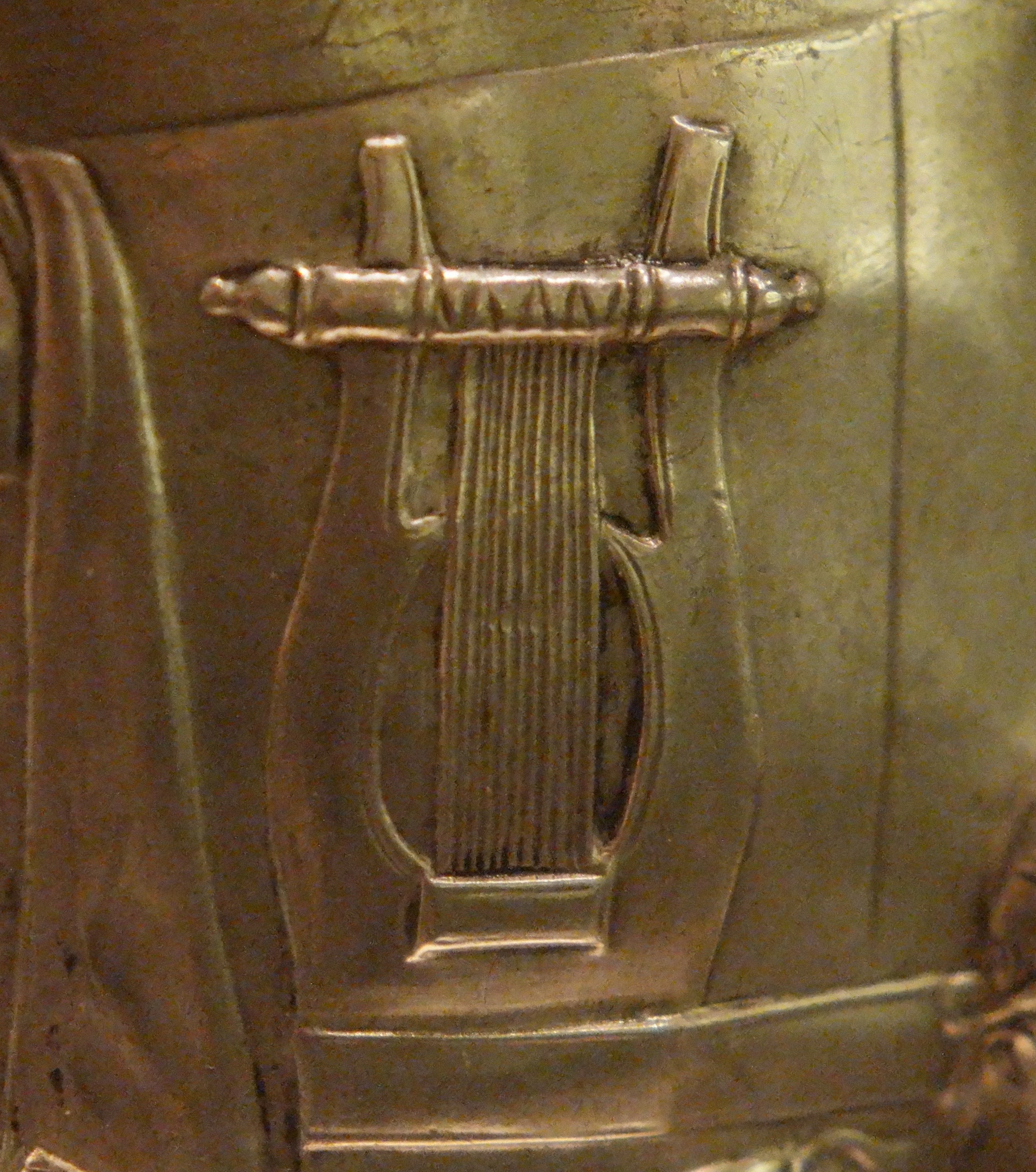
Деталізована кіфара

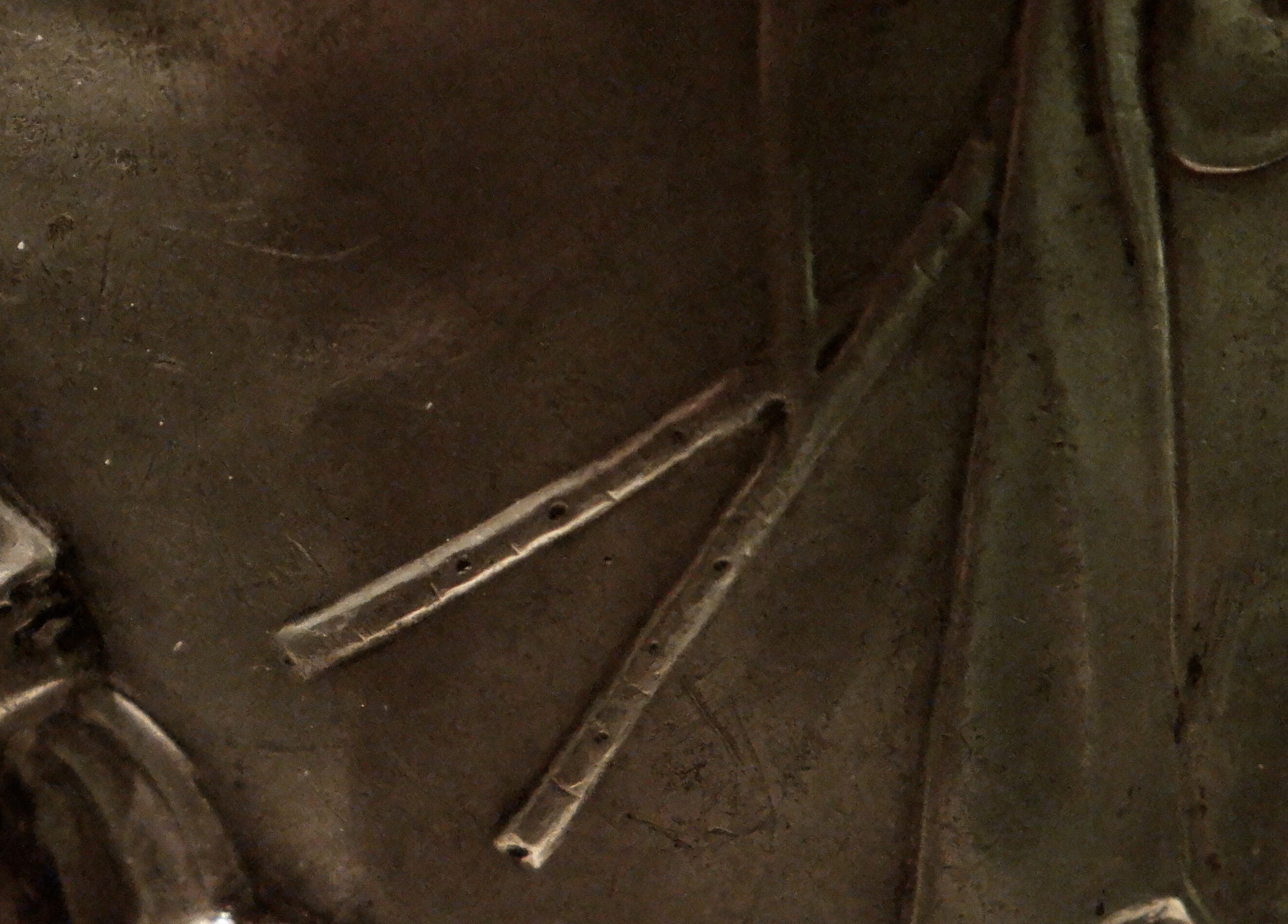
Деталізований авлос

Зображення статевого акту широко відображені в римському мистецтві, незважаючи на те, що традиційних сцен між чоловіком і жінкою чисельно більше, ніж гомосексуальних. Не можна припускати, що гомоеротичне мистецтво було непоширеним, оскільки сучасні записи можуть бути упередженими у зв'язку з вибірковим знищенням або непублікацією педерастичних творів. Ілюстровані чашки, часто парні, призначалися для бесід за обідом. Римські твори мистецтва на кераміці, склі та настінні розписи із зображенням статевого акту були популярними й призначалися для того, щоб усі верстви суспільства їх бачили. У римлян не було такого слова як гомосексуальність, тому зображення на кубку Уоррена дають повне та широке важливе уявлення про всі аспекти римської культури.
На одній стороні кубку зображено зрілого чоловіка з юнаком, що займаються анальним сексом у лежачому положенні. При цьому хлопець опускається за допомогою ремінця або пояса. За ними підглядає інший юнак. Обидві фігури сильно не відрізняються у віці та ваговій категорії. Оскільки юнак виглядає однаковим у вазі з чоловіком, його пасивна роль виглядає нетрадиційною. Використання ремінця для опори під час статевого акту часто можна зустріти в грецьких і римських творах мистецтва. Прикладом є еротична чаша Онесіма. На ній зображена жінка, яка розставляє ноги в очікуванні, стискаючи ремінь у лівій руці. 
На іншій стороні зображено сцену анального сексу між юнаком та іншим молодим чоловіком із довгим волоссям, що вказує на те, що він або хлопчик або підліток (ероменос). Зачіска хлопчика є типовою для «puer delicatus» (хороший хлопчик) — хлопчика-слуги чи зброєносця. Одностатеві стосунки римлян відрізнялися від стосунків греків, серед яких педерастією були соціально визнані стосунки між вільними чоловіками з рівним соціальним статусом. Однак чоловіки-римляни могли вільно вступати в одностатеві стосунки без втрати мужності лише тоді, коли вони брали на себе проникаючу роль, а їхній партнер був нижчим за статусом: рабом або проститутом. Парадигма «правильної» чоловічої сексуальності полягала в завоюванні й пануванні. Є значні відмінності в педерастичних сценах, знайдених на грецьких вазах. Статевий акт представляється в графічних деталях, юнак заохочує проникнення, хапаючи коханця за руку. Натомість, існує припущення, що в римських творах мистецтва юнак, у якого проникають, є рабом чи проститутом і, як зображується на кубці Уоррена, між ними присутня ніжність.
На двох сценах присутні драпіровані тканини, а на стінах розвішані кіфара (зображена як одинадцятиструнна ліра, є символом задоволення) й авлос (тростяні трубки) з отворами для пальців. Усе це, разом із ретельним розмежуванням статусу та віку, вінків, які носять юнаки, створює культурну, елітну й еллінізовану атмосферу з чудовою музикою та розвагами.
Активні партнери на двох зображеннях носять на голові корони, які зроблені з листя, можливо з мирту. Рослина є вічнозеленою, в епоху Римської імперії її вирощували для медичних і ритуальних цілей, таких як весілля. Також присвячували Венері, римській богині весни й кохання. Мирт має менше листя, ніж частіше поширений лавр. Його використовували для створення трав'яної корони — військової нагороди, яку вручали лише найвищим за чином військовим. Однак вона була менш значущою за лавровий вінок, який представлений в інтерпретації на кубку Уоррена у вигляді візуального каламбуру, де гомосексуальне проникнення розглядається як легка перемога.

## Походження та історія придбання

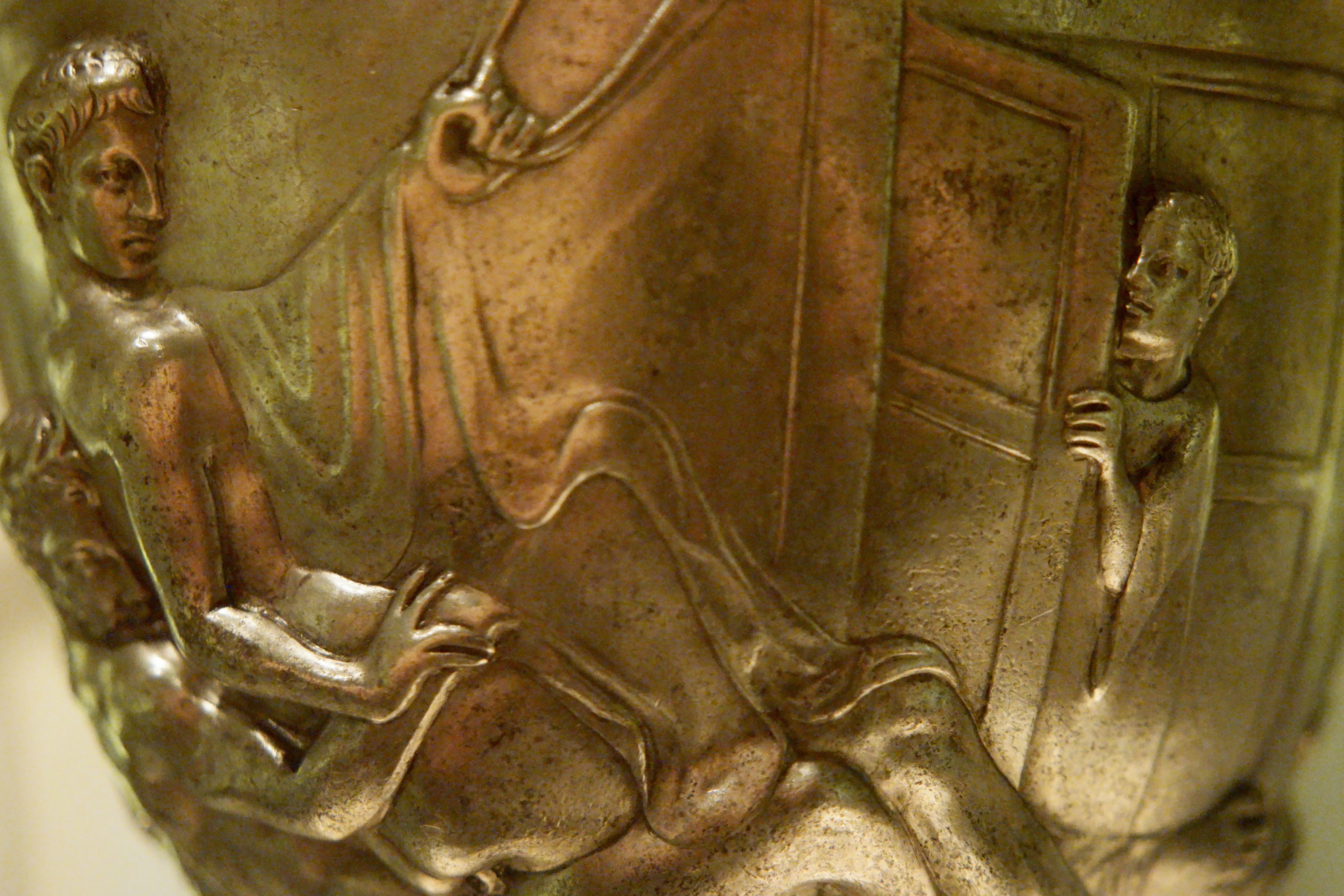
Фігура юнака виглядає за дверей

У 1911 році Уоррен придбав кубок у Римі в торговця за 2 тисячі фунтів. Він був придбаний у Єрусалимі і вважається, що кубок знайшли поблизу міста Баттір з монетами римського імператора Клавдія, які можливо були закопані під час потрясінь єврейського повстання.
Ми не знаємо точно, але вважаємо, що кубок Уоррена був закопаний у Баттірі — місті, що знаходиться в декількох милях на південному заході Єрусалима. Як він потрапив туди — загадка, однак ми можемо лише здогадуватися. Можна датувати виготовлення кубку приблизно 10 роком н.е. Через 50 років, за часів облоги Єрусалима римлянами виникло напруження між владою та єврейською громадою і в 66 році н.е. це перетворилося в Єрусалимські заворушення, де євреї силою повернули собі місто. Були жорстокі протистояння і вважається, що кубок міг бути закопаний власником, який хотів його врятувати.

—  Ніл Макгрегор, директор Британського музею.

Кубок став цінною річчю у величезній колекції творів мистецтва Уоррена, його називали «святим Ґраалем». Перша публікація з зображенням кубка була в 1921 році, коли Гастон Ворберг опублікував свою працю, у якій було 113 ілюстрацій еротичних витворів мистецтва, починаючи з стародавніх артефактів. На фотографіях кубок був неочищений. У книзі Уоррена «Захист уранського кохання», вперше опублікованої в 1928 році та під псевдонімом Артура Лайона Рейла, автор згадує про витвір мистецтва.

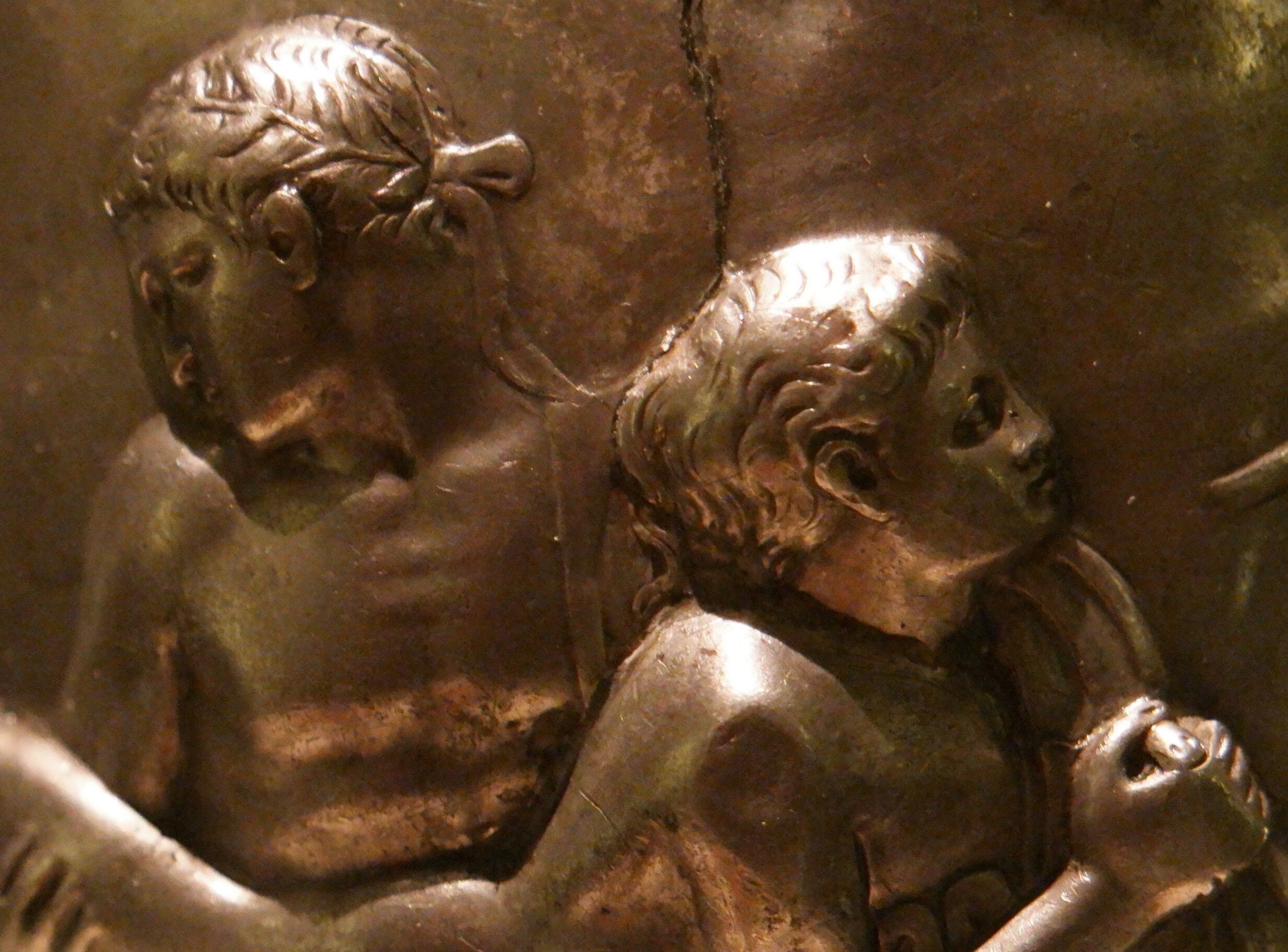
Сторона 2, на якій детально зображено зачіски та листяні корони

Після смерті Уоррена в 1928 році, кубок дістався Асі Томасу, секретарю та можливому діловому партнеру Уоррена. Він був частиною аукціону Lewes House в 1929 році, однак його не вдалося продати, тому кубок залишився в Томаса.
У листопаді 1952 році Гарольд Парсонс, мистецтвознавець і товариш Уоррена, вирішив взяти на себе відповідальність за продаж кубку та звернувся до нью-йоркського колекціонера Волтера Бейкера. Однак, той сумнівався в покупці. У лютому 1953 року Аса Томас відправив кубок Волтеру Бейкеру, але митниця США конфіскувала ящик із кубком, вимагаючи від Вашингтона рішення стосовно того, пропустити його чи розглядати як предмет порнографії. На підставі цього було відмовлено ввозити ящик до США, тому в жовтні 1954 року його було повернено до Великобританії. Після цієї події ряд музеїв відмовлявся придбати кубок. Вдова Томаса продала кубок торговцю Джону Г'юетту, а той, зі свого боку, продав його Дейнісу Нейнсу — керівнику греко-римського відділу Британського музею. Дейніс запитав свого друга Девіда Ліндсі, графа Кроуфорда, що він думає з цього приводу. Той почав сумніватися в тому, чи вдасться їм переконати керівництво музею та архієпископа Кентерберійського в збереженні кубка.
1966 року кубок був виставлений на продаж і придбаний за 6 тисяч фунтів стерлінгів приватним колекціонером за кордоном У 1998 році його було вилучено з Музею мистецтва Метрополітен і продано британському приватному колекціонеру. Потім, у 1999 році, кубок придбав Британський музей за 1,8 мільйона фунтів стерлінгів на кошти, надані фондами, аби запобігти його повторній покупці за кордоном. На той час це був найдорожчий предмет, який коли-небудь купував Британський музей, і був він у рази дорожче, ніж його пропонували в 1950-х роках.

## Датування й автентичність

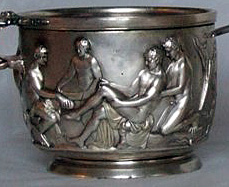
Скіфос скарба Хобі, що датується 10–20 роками н.е, де зображено оголених чоловіків, які схожі за стилем на чоловіків, що зображені на кубку Уоррена

Джон Р. Кларк, професор образотворчого мистецтва в Техаському університеті, визначив приблизну дату кубка зі схожими за стилем витворами мистецтва, які були знайдені в Помпеях.
Дафрі Вільямс, колишній керівник греко-римського відділу Британського музею, визначив дату кубка приблизно 5–15 роками н.е. Він встановив декілька факторів, які лише підтверджують це. Сплав срібла є чистим на 95% — це відповідає іншим римським знахідкам того періоду, які були виготовлені з того ж металу. Важливим є те, що срібло пізнішого періоду було набагато чистішим. У тріщинах на кубку все ще є присутні залишки хімічної корозії, незважаючи на те, що кубок піддавався очищенню два рази в ХХ столітті. Методом енергодисперсійної рентгенівської спектроскопії було визначено, що корозія викликана хлоридом срібла. На наступному тесті, що був у 2015 році, досліджували зовнішню та внутрішню сторони кубка. Було визначено, що їх також покривав значний шар корозії хлориду срібла. Простежується паралель у стилі й формі декорацій з таким витвором мистецтва як Хіоський канфар. Детально й однаково зображені фігури оголених чоловіків на скіфосі скарба Хобі.
У 2008 та 2013 роках виникло декілька суперечок щодо автентичності кубка. Марія Тереза Марабіні Моєвс стверджувала на іконографічних підставах, що кубок Уоррена є підробкою. Вона вважала, що витвір є сучасною підробкою, яку створили в 1900-х роках, щоб поповнити колекцію Едварда Перрі Уоррена. Лука Джуліані, професор археології Берлінського університету імені Гумбольдтів, спочатку також стверджував те ж саме, але потім він самостійно переконався у своїй помилці, оскільки докази щодо корозії хлоридом срібла свідчили про те, що кубок не є підробкою.

## Виготовлення та нинішний стан
Кубок Уоррена зроблений з чистого сплаву срібла (95%) з домішками міді, свинцю та золота. Витвір можна поділити на 5 секцій:
1. основна частина кубку, яка була викарбувана зсередини та оздоблена рельєфними фігурами;
2. окрема внутрішня чаша, зроблена з товщого листового срібла з обідком для більш зручного використання;
3. срібна основа;
4. лита ніжка, що припаяна до основи;
5. дві ручки (наразі відсутні).

Кубок покритий ямками через корозію, у щілинах збереглися залишки хлориду срібла й сульфіду срібла. Тріщина йде від краю фігури юнака, який зображений на кубку. Основа деформована та зламана через те, вважається, що це відбулося в ХХ столітті, коли витвір очищали.

## Виставки
У 1920-х роках Едвард Уоррен позичив кубок музею Мартіна фон Вагнера у Вюрцбурзі.
З 1985 по 1991 роки кубок Уоррена був арендований та виставлений у Базельському музеї античності. З 1992 по 1998 роки кубок був виставлений у музей мистецтва Метрополітен.
Із грудня 2006 по січень 2007 рік був виставлений у Йоркширському музеї.

З 11 травня по 2 липня 2006 року в Британському музеї проводилася виставка «Кубок Уоррена: Секс й суспільство в стародавній Греції та Римі».
Ми хотіли показати цей фантастичний витвір мистецтва в контексті, у якому ми могли б поставити запитання: "Як ми ставимося до сексуальності, наскільки ми її розуміємо?" Ці об'єкти здаються нам незвичайними зараз, але існує багато витворів у спільному використанні, настінних розписів і мозаїк, на яких зображені схожі сюжети й образи. 

—  Дайфрі Вільямс, керівник Британського музею.
Кубок Уоррена був 36 об'єктом в «Історії світу в 100 об'єктах», серіалі BBC. У 2011 році був наданий Ноттінгемському університету в галереї Вестон для виставки «Римська сексуальність: образи, міфи та значення».
У 2012 році кубок був виставлений у Плімутському музеї мистецтв  на ЛГБТ-виставці «Гордість за наше минуле».
З лютого по липень 2014 року кубок був представлений на острові Вайт на виставці «Римська сексуальність: образи, міфи та значення».

## Копії
Через посилений інтерес до кубка, Уоррен зробив копію для Джона Бізлі. Вона була подарована Ашмолівському музею мистецтв й археології в 1966 році. Копія стала так званою візитівкою музею на виставці в 1985 році.
Усього відомо 6 копій кубка. У квітні 2014 року в Кейптауні, було викрадено одну, яка належала анонімному приватному колекціонеру.